# Плита O’Portune
Плита O’Portune — це горизонтальна дерев'яна панель із дуже великою площею.

## Історія

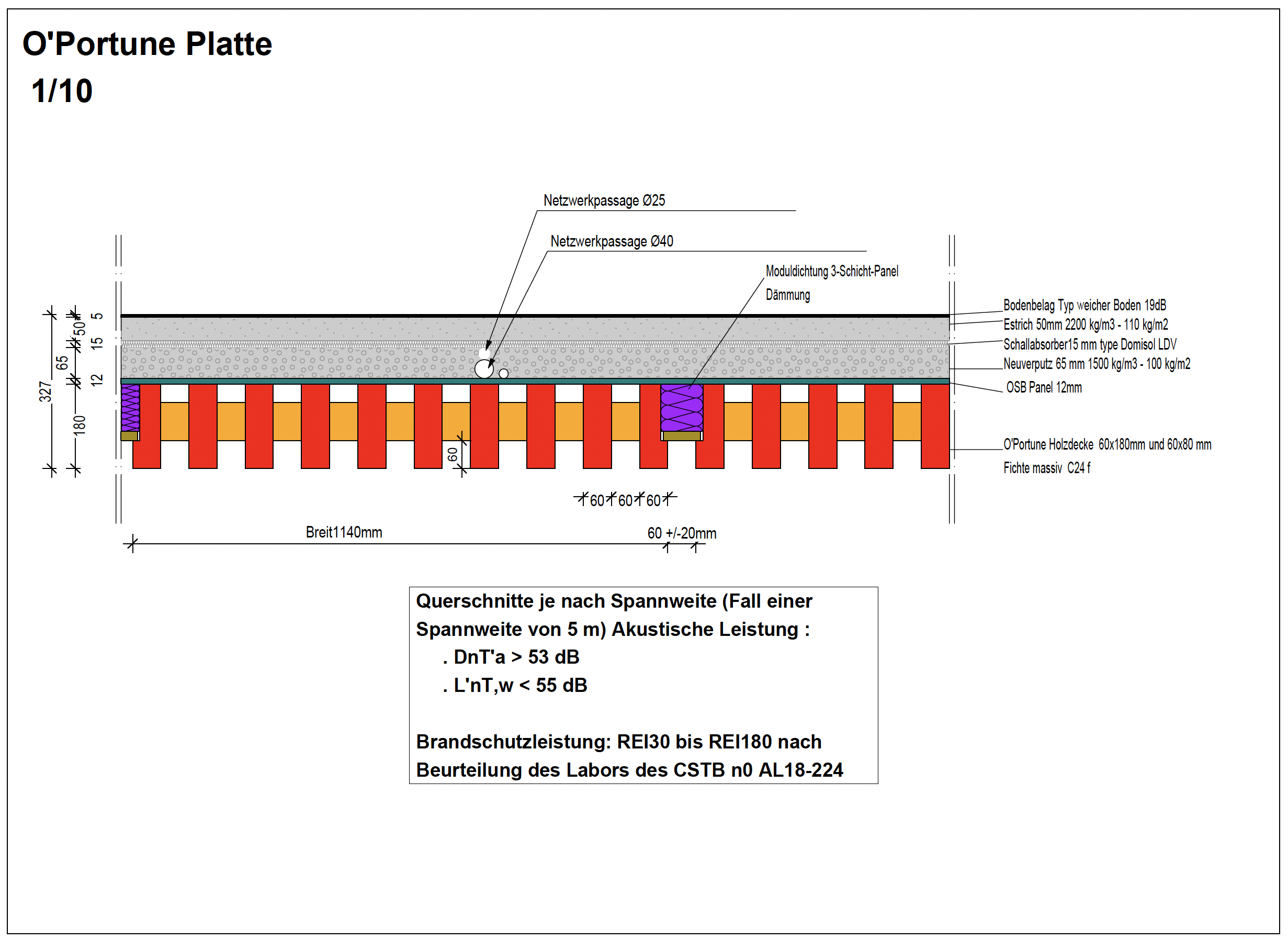
Плита O’Portune

Із розвитком дерев’яного будівництва з’явилися дерев’яні перекриття, які дозволили робити будівлі більш екологічними. Плиту O’Portune було розроблено у 1999 році Жан-Люком Сандозом, керівником науково-дослідного підрозділу з деревини у EPFL, для Швейцарської національної виставки 2002 року. У 2000 році понад 50 000 м² настилу з деревини було укладено на металеві труби — колишні газопроводи — на Більському та Невшательському озерах.
Плиту запатентували в 1999 році; патент втратив чинність у 2019 році, після чого вона стала загальновживаним структурним елементом у масивному дерев’яному будівництві — завдяки своїй екологічності, можливості переробки та звукоізоляційним властивостям, що покращують комфорт у будівлях.

## Розвиток

### Тропічна деревина
Метод, який спочатку було розроблено для ялини та ялиці, нині адаптовано до інших порід, зокрема до тополі та тропічної деревини, яку використовує французьке космічне агентство CNES для нових будівель у Гвіанському космічному центрі.

### Місцева деревина
Ведуться дослідження з використання різних порід деревини, особливо тополі.

### Гібридна конструкція дерево-бетон
Плита O’Portune з бетонним шаром зверху утворює комбіновану конструкцію під назвою D-Dalle, яка підвищує механічну та акустичну ефективність відповідно до потреб будівлі. Її було розроблено швейцарською компанією CBS-CBT. Конструкція дозволяє перекривати прольоти 8–18 метрів без додаткових опор при низькій масі (250–400 кг/м²).

## Технічний опис

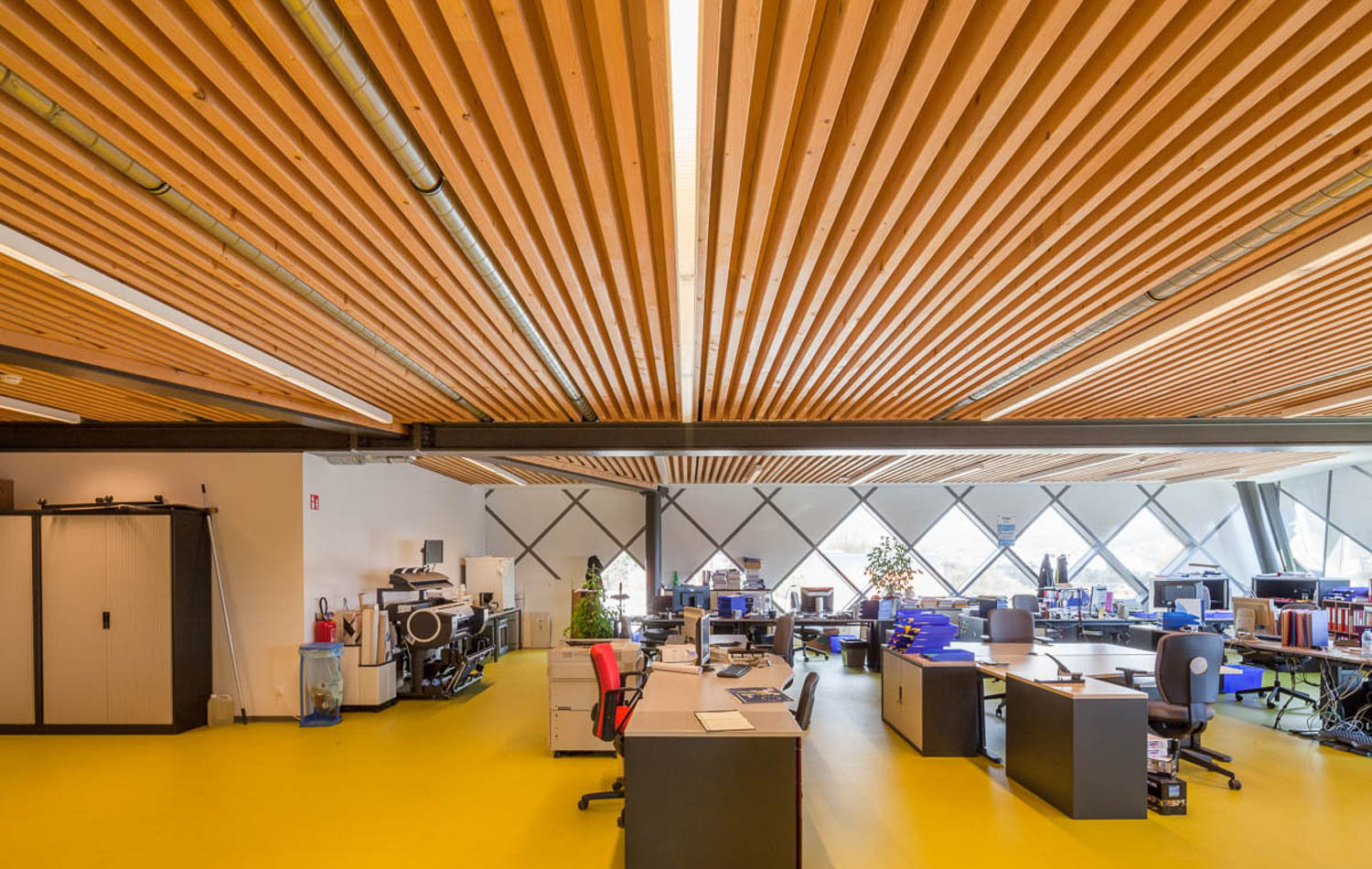
Плита O’Portune у місті Ерсталь, Бельгія

Плити O’Portune виготовляються на будівельному майданчику або в майстерні та становлять горизонтальну панельну систему з високою механічною здатністю та/або можливістю перекривання великих прольотів — до 12 м без опор.
Панелі виготовляються зі зміщених дощок, скручених або прибитих між собою, що підвищує їх структурні та акустичні властивості без збільшення ваги.
Модулі виготовляються з дощок перерізом 180 × 50 мм, укладених зі зміщенням, що збільшує статичну висоту конструкції. У випадку використання дощок заввишки 180 мм з перекриттям 80 мм між нижнім і верхнім шарами розрахункова висота складає 280 мм.
Дошки з’єднуються гвинтами діаметром 6 мм і довжиною 180 мм. Для рівномірного розподілу навантаження по всій плиті додаються плити OSB (11 мм) у стандартних зонах або панелі Kerto (27 мм) у зонах терас і складів. Вони прикручуються до верхнього краю дощок із кроком 300 мм. У горизонтальному напрямку вся конструкція працює як єдина мембрана.
Архітектурне бюро Wilmotte & Associés включило плиту O’Portune до своєї референсної колекції будівельних елементів під номером 13.